# Унцень
Унцень, Унцені (рум. Unțeni) — село у повіті Ботошані в Румунії. Входить до складу комуни Унцень.
Село розташоване на відстані 376 км на північ від Бухареста, 9 км на північний схід від Ботошань, 93 км на північний захід від Ясс.

## Населення
За даними перепису населення 2002 року у селі проживали 1223 особи, усі — румуни. Усі жителі села рідною мовою назвали румунську.